# José Luis Cárcamo y Rodríguez
José Luis Cárcamo y Rodríguez (San Lorenzo, Departamento de Ahuachapán, 21 de noviembre de 1836-Santa Tecla, Departamento de La Libertad, 10 de septiembre de 1885) fue el tercer Obispo de San Salvador desde 1871 como obispo coadjutor y como obispo titular desde 1875, tras la muerte de monseñor Pineda y Saldaña, hasta su muerte en 1885, período durante el cual la Iglesia Católica vivió el proceso de secularización por parte de Estado Salvadoreño.

## Primeros años de su vida
José Luis nació en la Hacienda San Lorenzo, situada a dos leguas de Atiquizaya, en el Departamento de Ahuachapán el 21 de noviembre de 1836, como el cuarto hijo del hogar formado por don Miguel Cárcamo y Luisa Rodríguez, su padre Miguel Cárcamo, mantuvo a su familia en la Hacienda San Lorenzo, alejada de la ciudad, hecho que incidió en su vocación religiosa.
Durante una visita que el doctor Eugenio Aguilar, entonces presidente de El Salvador, realizó al pueblo de Atiquizaya, al visitar la escuela el maestro le presentó al joven Luis Cárcamo para pronunciar un discurso en nombre de sus compañeros, y para resolver de memoria ciertos problemas de matemáticas; admirado por el talento, produjo que el presidente Aguilar lo llevara inmediatamente a San Salvador y darle una beca en el Colegio Nacional de La Asunción.
Su capacidad le hizo obtener, por suficiencia, el grado de Bachiller en Filosofía en 1851; y el de Bachiller en Derecho Civil y Canónigo, en 1855; siendo admitido por el obispo Pineda y Saldaña en el Seminario en 1858.

## Vida sacerdotal
El 3 de marzo de 1860, en el templo de San Antonio de Santa Tecla, fue ordenado presbítero. Por tres meses fue rector del seminario. A consecuencia de enfermedades nerviosas tuvo que retirarse del ministerio por año y medio; para 1861 el padre Cárcamo queda encargado de la parroquia de Atiquizaya, cuyo cura había sido expulsado por el gobierno.
En 1863 el obispo Pineda y Saldaña le traslado a San Juan Opico, trasladándole en 1868 a la parroquia de Mejicanos.
El presidente Dueñas, en virtud del Concordato y a petición del obispo Saldaña, le designa Canónigo de Gracia, tomando posesión del cargo 27 de noviembre de 1867; desempeñándose además en los cargos de Promotor Fiscal, Secretario del Cabildo, Capellán del Ejército y profesor de Filosofía del Seminario.

## Obispo de San Salvador
Desde hacía tiempo Saldaña había estado pidiendo un obispo coadjutor para que le ayudase en la administración de la diócesis, ya que él se hallaba postrado en cama con la espina dorsal lesionada a causa de una caída. Saldaña no había podido llegar a ningún acuerdo con el presidente porque o éste proponía candidatos inaceptables para Saldaña, o éste proponía otros no menos aceptables para el presidente. Finalmente, ambos llegaros a un acuerdo y pidieron a la Santa Sede nombrar al sacerdote guatemalteco Mariano Ortiz Urruela, coadjutor de la sede de San Salvador.
La Santa Sede preconizó a Ortiz como Obispo de Teya in partibus infidelium y coadjutor con futura sucesión a la sede de San Salvador. Pero graves razones impidieron que el Obispo Ortiz asumiera su cargo, presentando su renuncia que le fue aceptada.
La Santa Sede, presionó a Saldaña para que buscase un sucesor. Lo mismo hizo con el marqués de Lorenzana, plenipotenciario del gobierno salvadoreño ante la Santa Sede. Finalmente, Dueñas y Saldaña acordaron pedir a la Santa Sede que preconizara a Cárcamo obispo auxiliar con derecho a sucesión. El gobierno presentó a Cárcamo, y Saldaña lleno las preces de estilo. Sin embargo, Cárcamo no quiso aceptar las nuevas responsabilidades. Fue necesario que su pariente el canónigo Bartolomé Rodríguez le presionara y prometiera ayuda en el desempeño del gobierno episcopal. Pío IX preconizó a Cárcamo obispo de Arsinoe in partibus y coadjutor con derecho a sucesión a la Sede de San Salvador en el consistorio del 6 de marzo de 1871. En el mismo mes fueron expedidas las bulas correspondientes las cuales arribaron a San Salvador en septiembre.
Fue consagrado en la catedral de San Salvador, el 5 de noviembre de 1871, por monseñor Mariano Ortiz Urruela, siendo apadrinado por el mariscal Santiago González y el doctor José Trigueros.
El obispo Cárcamo fue elegido diputado a la Constituyente de 1871, destacándose entre los diputados que pertenecían al clero, ya que además de ser sacerdote era docto en el conocimiento de la ley. Debido a la edad del obispo Pineda y Saldaña, las tareas que a este correspondían fueron suplidas por el obispo Cárcamo, demostrando su dedicación al trabajo; pero debido a las dificultades políticas, entre ellas la expulsión de los padres jesuitas en 1872 y el Motín de San Miguel, instigado por el sacerdote José María Palacios en 1875, provocó su expulsión de territorio salvadoreño el 27 de junio de 1875, residiendo en Chinandega, Nicaragua.
Durante su exilio fallece en Santa Tecla el 6 de agosto de 1875 el obispo Pineda y Saldaña, quedando la iglesia salvadoreña acéfala debido a que el vicario nombrado también fue expulsado del territorio salvadoreño, y el gobierno se negaba a que el Obispo Cárcamo nombrara desde Chinandega, hasta que el gobierno dio ciertas garantías al obispo regresó en febrero de 1876, viviendo los momentos previos a la guerra con Guatemala que terminó por llevar a la presidencia al doctor Rafael Zaldívar.

## Últimos años
Los primeros años de la administración Zaldívar fueron para la iglesia en cuanto lo permitía la influencia del gobierno de Guatemala; Zaldívar devuelve a la iglesia los cementerios secularizados, y da marcha atrás a varias medidas adoptadas por el gobierno anterior; fue durante esta calma entre las relaciones Iglesia-Estado Salvadoreño, que el obispo Cárcamo realiza la visita ad limina Apostolorum; el gobierno salvadoreño le proporcionó los recursos necesarios para su viaje, saliendo de San Salvador el 24 de septiembre de 1876, llegando a la Ciudad Eterna el 5 de diciembre; regresando a San Salvador, 1 de mayo de 1877.
Después de su regreso a San Salvador, y tras considerar la situación de la entonces Catedral de San Salvador, emite el acuerdo de 17 de septiembre de 1880 ordenando la construcción de la nueva catedral en la entonces manzana de Santo Domingo (el lugar que actualmente ocupa) bajo la advocación y título del Divino Salvador del Mundo en el misterio de su gloriosa Transfiguración, la cual fue inaugurada el 29 de junio de 1888.
Durante sus últimos años tuvo que combatir el liberalismo y el proceso secularizador iniciado por el doctor Zaldívar y continuado por el general Menéndez. Gravemente enfermo, fallece en Santa Tecla, 10 de septiembre de 1885 a las cuatro de la tarde, a los 48 años de edad y 15 de su pontificado.